# Odostemon nevinii
Odostemon nevinii là một loài thực vật có hoa trong họ Hoàng mộc. Loài này được (A. Gray) Abrams mô tả khoa học đầu tiên năm 1910.